# 自衛隊岐阜地方協力本部
自衛隊岐阜地方協力本部（じえいたいぎふちほうきょうりょくほんぶ、Gifu Provincial Cooperation Office）は、岐阜県岐阜市長良福光2675-3に所在する、自衛隊地方協力本部のひとつ。陸・海・空自衛隊共同の機関だが、通常は陸上自衛隊の中部方面総監の指揮監督下にある。管轄する地域における防衛省・自衛隊の総合窓口として岐阜県管内で活動する。

## 沿革
- 1954年（昭和29年）7月5日 - 陸上自衛隊の機関として陸上自衛隊岐阜地方連絡部が編成される[2]。
- 1956年（昭和31年）8月1日 - 自衛隊法施行令の一部改正により地方連絡部が陸海空自衛隊の共同機関となり、自衛隊岐阜地方連絡部に改編される[3]
- 2006年（平成18年）7月31日 - 自衛隊岐阜地方協力本部に改編される

## 出先機関
- 岐阜募集案内所　担当地区：岐阜市、山県市、本巣市、瑞穂市、各務原市、羽島市、岐南町、北方町、笠松町
  - 岐阜基地分室
- 大垣地域事務所　担当地区：大垣市、海津市、安八町、神戸町、輪之内町、養老町、池田町、揖斐川町、大野町、関ケ原町、垂井町
- 美濃加茂地域事務所　担当地区：美濃加茂市、可児市、関市、御嵩町、川辺町、坂祝町、白川町、富加町、七宗町、八百津町、東白川村
- 恵那地域事務所　担当地区：恵那市、中津川市、多治見市、瑞浪市、土岐市
- 郡上地域事務所　担当地区：郡上市、美濃市、旧金山町地区
- 高山出張所　担当地区：高山市、飛騨市、下呂市（旧金山町地区を除く）、白川村

## 主要幹部
| 官職名                   | 階級    | 氏名     | 補職発令日     | 前職                            |
| ------------------------ | ------- | -------- | -------------- | ------------------------------- |
| 自衛隊岐阜地方協力本部長 | 1等空佐 | 川口裕史 | 2025年08月01日 | 統合幕僚監部運用部運用第2課勤務 |

| 代 | 階級    | 氏名       | 在職期間                                                    | 出身校・期                | 前職                                                        | 後職                                                |
| -- | ------- | ---------- | ----------------------------------------------------------- | ------------------------- | ----------------------------------------------------------- | --------------------------------------------------- |
| 01 | 2等陸佐 | 馬淵悦男   | 1954年07月05日 - 1956年08月15日 ※1955年08月16日 1等陸佐昇任 | 東亜同文書院 昭和3年卒    | 第2管区総監部第1部長 （2等陸佐）                            | 伊丹駐とん地業務隊長                                |
| 02 | 2等陸佐 | 梅村義一   | 1956年08月16日 - 1958年07月31日                             |                           | 自衛隊福井地方連絡部長                                      | 第10混成団本部付 →1959年6月30日 退職（1等陸佐昇任） |
| 03 | 1等陸佐 | 林司馬男   | 1958年08月01日 - 1960年03月15日                             | 陸士41期                  | 陸上自衛隊富士学校共通教育部長                              | 自衛隊岐阜地方連絡部付 →1960年5月21日 停年退官      |
| 04 | 1等陸佐 | 副田忠夫   | 1960年03月16日 - 1962年03月15日                             | 陸士50期・ 陸大59期       | 西部方面総監部第3部勤務                                     | 陸上自衛隊業務学校学校教官                          |
| 05 | 1等陸佐 | 古川信行   | 1962年03月16日 - 1964年07月15日                             | 海経27期                  | 陸上幕僚監部厚生課総括班長                                  | 調達実施本部連絡調整官                              |
| 06 | 1等陸佐 | 宮崎正雄   | 1964年07月16日 - 1965年12月31日                             | 東京外国語学校 昭和10年卒 | 東部方面総監部募集課長                                      | 退職                                                |
| 07 | 事務官  | 宮崎正雄   | 1965年01月01日 - 1966年06月19日                             | 東京外国語学校 昭和10年卒 | 事務官として再任                                            | 自衛隊京都地方連絡部長                              |
| 08 | 1等陸佐 | 箕形政従   | 1966年06月20日 - 1968年03月15日                             | 海機47期                  | 陸上自衛隊武器学校総務部長                                  | 陸上自衛隊関西地区補給処副処長                      |
| 09 | 1等陸佐 | 五十嵐敏夫 | 1968年03月16日 - 1969年07月15日                             | 拓殖大学                  | 中部方面総監部会計課長                                      | 陸上自衛隊会計監査隊副隊長                          |
| 10 | 2等陸佐 | 麦田時春   | 1969年07月16日 - 1971年07月15日 ※1970年01月01日 1等陸佐昇任 | 陸士55期                  | 第10師団司令部第1部長 （2等陸佐）                           | 中部方面総監部総務課長                              |
| 11 | 1等陸佐 | 斎藤稔     | 1971年07月16日 - 1973年07月15日                             | 慶應義塾大学 昭和21年卒   | 陸上幕僚監部付                                              | 陸上自衛隊中央調査隊長                              |
| 12 | 1等陸佐 | 養父信     | 1973年07月16日 - 1975年07月15日                             | 陸航士60期                | 陸上自衛隊幹部候補生学校勤務                                | 陸上自衛隊九州地区補給処総務部長                    |
| 13 | 1等陸佐 | 高田敬一   | 1975年07月16日 - 1977年07月31日                             | 鳥取農専 昭和23年卒       | 統合幕僚会議事務局第2幕僚室勤務                             | 第6普通科連隊長 兼 美幌駐とん地司令                 |
| 14 | 1等陸佐 | 川口泰嗣   | 1977年08月01日 - 1979年07月31日                             | 立命館大学 昭和29年卒     | 中部方面総監部輸送課長                                      | 京浜港湾処理隊長 兼 横浜駐とん地司令                |
| 15 | 1等空佐 | 松下尚武   | 1979年08月01日 - 1981年07月31日                             | 防大2期                   | 航空幕僚監部人事教育部付                                    | 航空自衛隊幹部学校勤務                              |
| 16 | 1等空佐 | 利渉弘章   | 1981年08月01日 - 1983年07月31日                             | 防大4期                   | 航空幕僚監部防衛部防衛課防衛班長                            | 航空自衛隊幹部学校勤務                              |
| 17 | 1等空佐 | 松井芳弘   | 1983年08月01日 - 1985年07月31日                             | 防大4期                   | 第1航空団基地業務群司令                                     | 航空自衛隊幹部学校勤務                              |
| 18 | 1等空佐 | 伊藤惇     | 1985年08月01日 - 1987年07月31日                             | 防大7期                   | 航空幕僚監部防衛部防衛課 業務計画班長                       | 航空幕僚監部防衛部防衛課勤務                        |
| 19 | 1等陸佐 | 野見山昌士 | 1987年08月01日 - 1989年07月31日                             | 防大6期                   | 陸上幕僚監部人事部人事計画課 服務班長                       | 第13師団司令部幕僚長                                |
| 20 | 1等陸佐 | 古沢節夫   | 1989年08月01日 - 1991年06月30日                             | 防大8期                   | 第73戦車連隊長                                              | 第10師団司令部幕僚長                                |
| 21 | 1等空佐 | 小田邦博   | 1991年07月01日 - 1994年03月31日                             | 防大13期                  | 航空幕僚監部調査部調査第2課 情報第3班長                     | 航空幕僚監部調査部調査第2課長                       |
| 22 | 1等空佐 | 佐藤芳美   | 1994年04月01日 - 1996年03月24日                             | 東京電機大学 昭和46年卒   | 自衛隊岐阜地方連絡部勤務                                    | 航空教育隊第1教育群司令                             |
| 23 | 1等空佐 | 川上潔     | 1996年03月25日 - 1998年06月30日                             | 防大17期                  | 航空幕僚監部防衛部運用課 運用第2班長                        | 航空幕僚監部人事教育部教育課長                      |
| 24 | 1等空佐 | 秋山信二   | 1998年07月01日 - 2000年07月31日                             | 防大19期                  | 航空幕僚監部人事教育部教育課 飛行教育班長                   | 情報本部画像部長                                    |
| 25 | 1等空佐 | 田口千秋   | 2000年08月01日 - 2002年07月31日                             | 日本大学・ 60期幹候       | 航空警務隊副司令                                            | 第11飛行教育団司令 兼 静浜基地司令                  |
| 26 | 1等空佐 | 渡邉正和   | 2002年08月01日 - 2004年08月29日                             | 慶應義塾大学 昭和51年卒   | 防衛研究所主任研究官                                        | 第6航空団副司令                                     |
| 27 | 1等空佐 | 浮須一郎   | 2004年08月30日 - 2006年08月03日                             | 防大23期                  | 航空幕僚監部防衛部運用課輸送室長                            | 第1輸送航空隊司令 兼 小牧基地司令                   |
| 28 | 1等空佐 | 本田親行   | 2006年08月04日 - 2008年07月31日                             | 防大26期                  | 航空幕僚監部人事教育部人事計画課 人事計画調整官 兼 総括班長 | 第5航空団副司令                                     |
| 29 | 1等空佐 | 三輪芳照   | 2008年08月01日 - 2010年07月31日                             | 防大25期                  | 航空幕僚監部運用支援・情報部 運用支援課訓練調整官           | 飛行開発実験団副司令                                |
| 30 | 1等空佐 | 後藤雅人   | 2010年08月01日 - 2012年07月25日                             | 防大31期                  | 航空幕僚監部人事教育部人事計画課 人事計画調整官 兼 企画班長 | 航空幕僚監部技術部技術課長                          |
| 31 | 1等空佐 | 伊東修     | 2012年07月26日 - 2014年07月31日                             | 防大31期                  | 航空自衛隊幹部学校主任教官                                  | 航空支援集団司令部総務部長                          |
| 32 | 1等空佐 | 福原弘教   | 2014年08月01日 - 2016年07月30日                             | 防大32期                  | 統合幕僚監部防衛計画部防衛課 防衛調整官                     | 作戦システム運用隊副司令                            |
| 33 | 1等空佐 | 佐藤正哉   | 2016年07月31日 - 2017年11月30日                             | 防大32期                  | 統合幕僚監部防衛計画部計画課 分析室長                       | 航空自衛隊幹部学校勤務                              |
| 34 | 1等空佐 | 樫地慶一   | 2017年12月01日 - 2019年11月30日                             | 大阪経済大・ 84期幹候     | 航空幕僚監部総務部総務課渉外班長                            | 航空自衛隊幹部学校勤務                              |
| 35 | 1等空佐 | 二木裕昭   | 2019年12月01日 - 2021年12月09日                             | 防大38期                  | 航空支援集団司令部防衛部運用課長                            | 第1輸送航空隊副司令                                 |
| 36 | 1等空佐 | 井口裕康   | 2021年12月10日 - 2024年02月06日                             | 防大34期                  | 航空自衛隊幹部学校教育部主任教官 兼 航空自衛隊幹部学校勤務  | 退職（空将補昇任）                                  |
| 37 | 1等空佐 | 寺西竜哉   | 2024年02月07日 - 2025年07月31日                             | 防大43期                  | 情報本部勤務                                                | 航空幕僚監部人事教育部 募集・援護課長               |
| 38 | 1等空佐 | 川口裕史   | 2025年08月01日 -                                            |                           | 統合幕僚監部運用部運用第2課勤務                             |                                                     |